# Koksoak
Koksoak (anglicky Koksoak River, francouzsky rivière Koksoak) je řeka v Kanadě v provincii Québec na poloostrově Labrador. Včetně své zdrojnice Caniapiscau je přibližně 1 000 km dlouhá. Povodí má rozlohu 135 000 km².

## Průběh toku
Vzniká soutokem dvou velkých řek Mélèzes a Caniapiscau a protéká tundrou. Ústí do Ungavského zálivu v Hudsonově průlivu. V povodí se nachází mnoho jezer a vodopádů.

## Vodní režim
Zdrojem vody jsou sněhové srážky. Nejvodnější je na jaře. Průměrný průtok je 2 000 m³/s.